# China Railways QJ
A China Railways QJ (前进 = Qian Jin) egy kínai 1′E1′ tengelyelrendezésű nehéz tehervonati gőzmozdonysorozat volt. A China Railways üzemeltette.

## Története
A prototípust a Dalian építette 1956-ban, de a mozdonyok többségét a Datong építette 1964 és 1988 között. A mozdony alapja az orosz LV 2-10-2-es sorozat volt.
Az 500. QJ 1968-ban, az 1000.-ik 1970-ben, a 2000. 1974-ben és a 3000. 1979-ben épült.  A mozdony egy nagy és modern gőzös volt, rendelkezett mechanikus tüzelőberendezéssel, tápvíz előmelegítővel, elektromos világítással, légkürttel, főzési lehetőséggel és WC-vel.
A sorozat selejtezése a China Railways-nál 2003-ban kezdődött, a Jitong railway-nél 2005-ben. A mozdonyok közül 17 db megőrzésre került.  Ezek közül kettő, a 6988 és a 7081, az Iowa Interstate Railroad-hoz került az USAba. A 7040-es a R.J. Corman Railroad Group-hoz került. Még egy került volna az USA-ba, de a mozdonyt szállító hajó elsüllyedt a Csendes-óceánban.
Az Iowa Interstate QJ mozdonyok (a volt Jitong vasúti mozdonyok) megtartották eredeti kínai megjelenésüket, kivéve a Jitong feliratot és logót, melyeket felváltottak az Iowa jelzései, valamint megváltoztatták a kötelezően szükséges dolgokat az amerikai szabvány szerintire.